# Enkelvoudige en meervoudige kamer
Bij rechtbanken en gerechtshoven in Nederland kent men enkelvoudige en meervoudige kamers. Een enkelvoudige kamer is een rechter die zonder andere rechters erbij rechtspreekt (bijvoorbeeld politierechter, kinderrechter, president in kort geding en economische politierechter).
Een meervoudige kamer is een groep van ten minste drie rechters die samen rechtspreken. De meervoudige kamer beslist over zware of ingewikkelde zaken. In hoger beroep worden de zaken veelal door een meervoudige kamer behandeld.
Een meervoudige kamer beoordeelt in het strafrecht zaken waarbij de verwachting is dat door de officier van justitie een gevangenisstraf wordt geëist die langer is dan één jaar, of wanneer de zaak vanwege complexiteit of verwachte behandelingsduur niet geschikt is voor een enkelvoudige behandeling. Wanneer de officier van justitie voornemens is om een lage gevangenisstraf van maximaal een jaar, een geldboetes of taakstraffen te eisen, dan zal de officier van justitie de zaak voorleggen aan de enkelvoudige kamer (de politierechter). Indien een zaak tijdens de behandeling door de politierechter niet geschikt blijkt te zijn voor verdere enkelvoudige behandeling, dan zal de rechter de zaak alsnog doorverwijzen naar de meervoudige kamer.  
Bij zaken die worden gevoerd voor een meervoudige kamer, is één rechter de voorzitter. De rechters overleggen onderling in de raadkamer, en wijzen uiteindelijk een gezamenlijk vonnis. Wat wordt besproken in de raadkamer wordt wel het geheim van de raadkamer genoemd, omdat niemand weet wat de rechters precies hebben besproken, of zij het met elkaar eens waren en of er een stemming heeft plaatsgevonden. Dit geldt zowel voor het civiele recht als voor het strafrecht.